# Canal de Lanaye
Le Canal de Lanaye (en néerlandais Kanaal van Ternaaien) est un canal de la Belgique et des Pays-Bas.
Le canal relie le Canal Albert à Lanaye (Belgique) à la Meuse à Maastricht (Pays-Bas). Malgré sa longueur réduite (1 934 mètres), le canal joue un rôle primordial pour le transport fluvial de cette région. 
Le canal compte trois écluses, nommé le Bouchon de Lanaye. La construction d'une quatrième écluse, afin de porter la capacité de la liaison entre le port de Rotterdam et le port de Liège à 4 000 tonnes, est en construction depuis printemps 2012. L'inauguration a eu lieu en novembre 2015.
Le hameau de Petit-Lanaye implanté au pied du Thier de Caster se trouve du côté ouest du canal.